# Brunfelsia americana
Brunfelsia americana ist eine Art aus der Sektion Brunfelsia der Gattung Brunfelsia. Die Sträucher oder Bäume kommen auf den Westindischen Inseln vor und werden auch als Zierpflanzen kultiviert.

## Beschreibung

### Vegetative Merkmale
Brunfelsia americana ist ein meist bis zu 4,5 m hoch werdender Strauch oder bis zu 10 m hoher kleiner Baum. Die Laubblätter sind gestielt und elliptisch, elliptisch-langgestreckt oder umgekehrt eiförmig. Die Blattspreite hat eine Länge von etwa 4 bis 7,5 cm, die Blattstiele sind etwa 4 mm lang.

### Blütenstände und Blüten
Die Blütenstände bestehen aus einer einzigen Blüte. Der etwa 0,6 mm lange Kelch ist glockenförmig und so lang wie der Blütenstiel, die fünf Kelchzähne sind gerundet. Die Krone ist zunächst blassgelb und verblasst im Alter, gelegentlich ist der Kronsaum violett gestreift. Die Kronröhre ist mit 5 bis 6,25 cm Länge acht bis zehn Mal so lang wie der Kelch und dreimal so lang wie der Durchmesser des Kronsaums, oftmals ist sie im oberen Bereich gebogen. Die Kronlappen sind abgerundet und ganzrandig.
Es sind meist vier Staubblätter vorhanden, selten wird auch ein fünftes Staubblatt ausgebildet. Im Bereich der Narbe sind die Staubfäden etwas gebogen. Die Pollen sind triporat (dreiporig) oder eventuell tricolporate (dreifurchig).

### Früchte
Die Kapselfrüchte sind fleischig gelb-orange und messen etwa 1,5 cm im Durchmesser.

### Chromosomenzahl
Die Chromosomenzahl beträgt 2n = 22.

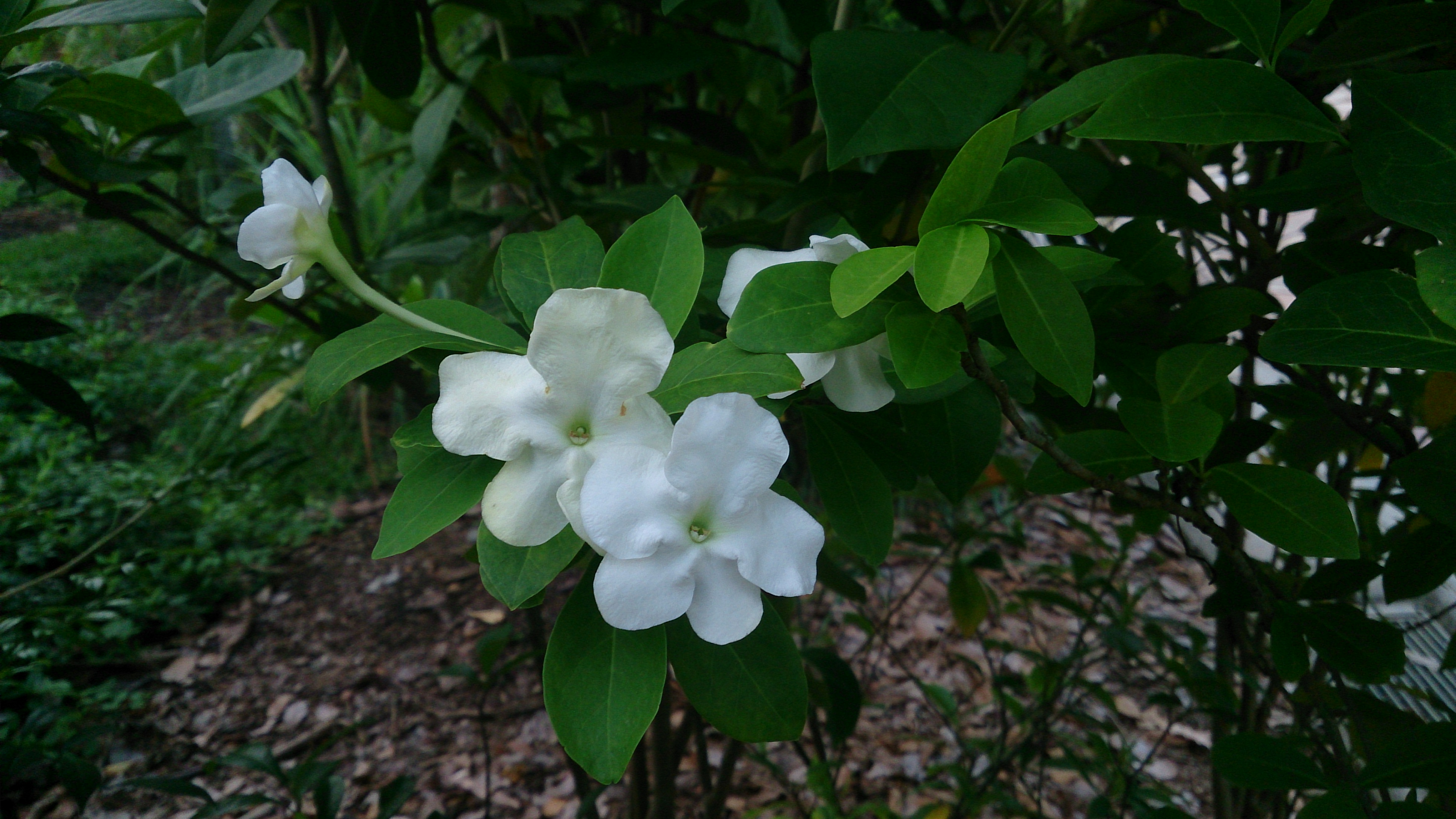
Brunfelsia americana

## Vorkommen
Die Art kommt auf mehreren der Westindischen Inseln vor und wächst dort an felsigen Küsten. Sie ist die einzige Art der Gattung, die auch auf einigen Inseln der Kleinen Antillen vorkommt, ist aber auch auf Puerto Rico und an der Ostspitze von Hispaniola zu finden. Das Verbreitungsgebiet umfasst die Inseln: Dominica, die Dominikanische Republik, Guadeloupe, Martinique, Puerto Rico, St. Kitts und Nevis, St. Lucia und die Virgin Islands.

## Verwendung
Die Art Brunfelsia americana wird aufgrund ihrer auffälligen Blüten als Zierpflanze gezogen.